# Tour of California femminile 2019
Il Tour of California femminile 2019, quinta edizione della corsa e valevole come undicesima prova dell'UCI Women's World Tour 2019 categoria 1.WWT, si svolse dal 16 al 18 maggio 2019 su un percorso di 286 km, con partenza da Ventura e arrivo a Pasadena, negli Stati Uniti d'America. La vittoria fu appannaggio dell'olandese Anna van der Breggen, la quale completò il percorso in 8h32'34", alla media di 33,479 km/h, precedendo la statunitense Katie Hall e la sudafricana Ashleigh Moolman.
Sul traguardo di Pasadena 76 cicliste, su 92 partite da Ventura, portarono a termine la competizione. 

## Tappe
| Tappa  | Data      | Percorso                    | km    | Vincitore di tappa | Leader cl. generale  |
| ------ | --------- | --------------------------- | ----- | ------------------ | -------------------- |
| 1ª     | 16 maggio | Ventura > Ventura           | 96,5  | Lorena Wiebes      | Anna van der Breggen |
| 2ª     | 17 maggio | Ontario > Monte San Antonio | 74    | Katie Hall         | Anna van der Breggen |
| 3ª     | 18 maggio | Santa Clarita > Pasadena    | 115,5 | Elisa Balsamo      | Anna van der Breggen |
| Totale | Totale    | Totale                      | 286   |                    |                      |

## Squadre e corridori partecipanti
| N.    | Cod. | Squadra                    |
| ----- | ---- | -------------------------- |
| 1-5   | DLT  | Boels-Dolmans Cycling Team |
| 11-16 | TFS  | Trek-Segafredo             |
| 21-26 | CSR  | Canyon-SRAM Racing         |
| 31-35 | ASA  | Astana Women's Team        |
| 41-46 | TIB  | Team Tibco-SVB             |
| 51-56 | SUN  | Team Sunweb                |
| 61-65 | CCC  | CCC-Liv                    |
| 71-75 | WNT  | WNT-Rotor Pro Cycling Team |

| N.      | Cod. | Squadra                         |
| ------- | ---- | ------------------------------- |
| 81-86   | RLW  | Rally UHC Cycling Women         |
| 91-96   | VAL  | Valcar Cylance Cycling          |
| 101-106 | T20  | Sho-Air TWENTY20                |
| 111-116 | BPK  | BePink                          |
| 121-126 | CGS  | Cogeas-Mettler Pro Cycling Team |
| 131-136 | HBS  | Hagens Berman                   |
| 141-146 | SWA  | Swapit Agolico                  |
| 151-155 | DRP  | Drops                           |

## Dettagli delle tappe

### 1ª tappa
- 16 maggio: Ventura > Ventura – 96,5 km

Risultati
| Pos. | Corridore          | Squadra | Tempo    |
| ---- | ------------------ | ------- | -------- |
| 1    | Anna v. d. Breggen | Boels   | 2h36'17" |
| 2    | Elisa Balsamo      | Valcar  | a 18"    |
| 3    | Arlenis Sierra     | Astana  | s.t.     |

| Pos. | Corridore          | Squadra | Tempo    |
| ---- | ------------------ | ------- | -------- |
| 1    | Anna v. d. Breggen | Boels   | 2h36'04" |
| 2    | Elisa Balsamo      | Valcar  | a 25"    |
| 3    | Arlenis Sierra     | Astana  | a 27"    |

### 2ª tappa
- 17 maggio: Ontario > Monte San Antonio – 74 km

Risultati
| Pos. | Corridore          | Squadra | Tempo    |
| ---- | ------------------ | ------- | -------- |
| 1    | Katie Hall         | Boels   | 2h36'39" |
| 2    | Anna v. d. Breggen | Boels   | s.t.     |
| 3    | Ashleigh Moolman   | CCC     | a 33"    |

| Pos. | Corridore          | Squadra | Tempo    |
| ---- | ------------------ | ------- | -------- |
| 1    | Anna v. d. Breggen | Boels   | 5h12'37" |
| 2    | Katie Hall         | Boels   | a 29"    |
| 3    | Ashleigh Moolman   | CCC     | a 1'06"  |

### 3ª tappa
- 18 maggio: Santa Clarita > Pasadena – 115,5 km

Risultati
| Pos. | Corridore      | Squadra | Tempo    |
| ---- | -------------- | ------- | -------- |
| 1    | Elisa Balsamo  | Valcar  | 3h19'57" |
| 2    | Arlenis Sierra | Astana  | s.t.     |
| 3    | Leigh Ganzar   | Hagens  | s.t.     |

| Pos. | Corridore          | Squadra | Tempo    |
| ---- | ------------------ | ------- | -------- |
| 1    | Anna v. d. Breggen | Boels   | 8h32'34" |
| 2    | Katie Hall         | Boels   | a 29"    |
| 3    | Ashleigh Moolman   | CCC     | a 1'06"  |

## Evoluzione delle classifiche
| Tappa              | Vincitore            | Classifica generale Maglia gialla | Classifica a punti Maglia verde | Classifica scalatrici Maglia rossa | Classifica giovani Maglia bianca | Classifica a squadre |
| ------------------ | -------------------- | --------------------------------- | ------------------------------- | ---------------------------------- | -------------------------------- | -------------------- |
| 1ª                 | Anna van der Breggen | Anna van der Breggen              | Anna van der Breggen            | Liliana Moreno                     | Elisa Balsamo                    | WNT-Rotor            |
| 2ª                 | Katie Hall           | Anna van der Breggen              | Anna van der Breggen            | Katie Hall                         | Juliette Labous                  | Canyon-SRAM Racing   |
| 3ª                 | Elisa Balsamo        | Anna van der Breggen              | Anna van der Breggen            | Liliana Moreno                     | Juliette Labous                  | Canyon-SRAM Racing   |
| Classifiche finali | Classifiche finali   | Anna van der Breggen              | Anna van der Breggen            | Liliana Moreno                     | Juliette Labous                  | Canyon-SRAM Racing   |

## Classifiche finali

### Classifica generale - Maglia gialla
| Pos. | Corridore            | Squadra   | Tempo    |
| ---- | -------------------- | --------- | -------- |
| 1    | Anna v. d. Breggen   | Boels     | 8h32'34" |
| 2    | Katie Hall           | Boels     | a 29"    |
| 3    | Ashleigh Moolman     | CCC       | a 1'06"  |
| 4    | Clara Koppenburg     | WNT-Rotor | a 1'25"  |
| 5    | Kat. Niewiadoma      | Canyon    | a 1'34"  |
| 6    | Brodie Chapman       | Tibco-SVB | a 1'46"  |
| 7    | Krista Doebel        | Rally UHC | a 1'58"  |
| 8    | Omer Shapira         | Canyon    | a 2'12"  |
| 9    | Emma Grant           | Sho-Air   | a 2'15"  |
| 10   | Pauliena Rooijakkers | CCC       | a 2'28"  |

### Classifica a punti - Maglia verde
| Pos. | Corridore          | Squadra | Punti |
| ---- | ------------------ | ------- | ----- |
| 1    | Anna v. d. Breggen | Boels   | 30    |
| 2    | Elisa Balsamo      | Valcar  | 27    |
| 3    | Arlenis Sierra     | Astana  | 21    |
| 4    | Katie Hall         | Boels   | 15    |
| 5    | Ashleigh Moolman   | CCC     | 15    |

### Classifica scalatrici - Maglia a pois
| Pos. | Corridore          | Squadra | Punti |
| ---- | ------------------ | ------- | ----- |
| 1    | Liliana Moreno     | Astana  | 21    |
| 2    | Katie Hall         | Boels   | 18    |
| 3    | Anna Christian     | Drops   | 16    |
| 4    | Anna v. d. Breggen | Boels   | 13    |
| 5    | Ashleigh Moolman   | CCC     | 12    |

### Classifica giovani - Maglia bianca
| Pos. | Corridore       | Squadra   | Tempo    |
| ---- | --------------- | --------- | -------- |
| 1    | Juliette Labous | Sunweb    | 8h35'37" |
| 2    | Marta Cavalli   | Valcar    | a 1'02"  |
| 3    | Anet Barrera    | Swapit    | a 5'42"  |
| 4    | Emma White      | Rally UHC | a 9'45"  |
| 5    | Elisa Balsamo   | Valcar    | a 13'10" |

### Classifica a squadre
| Pos. | Squadra                         | Tempo     |
| ---- | ------------------------------- | --------- |
| 1    | Canyon-SRAM Racing              | 25h35'47" |
| 2    | Cogeas-Mettler Pro Cycling Team | a 1'29"   |
| 3    | WNT-Rotor Pro Cycling Team      | a 2'34"   |
| 4    | Trek-Segafredo                  | a 6'28"   |
| 5    | Team Sunweb                     | a 8'48"   |